# AMP-69
AMP-69 là một loại súng trường tấn công nạp đạn bằng khí nén được phát triển bởi Fegyver- és Gépgyár của Hungary. Súng sử dụng cỡ đạn 7,62×39mm.